# Delegationen för informationsspridning
Delegationen för informationsspridning (finska: Tiedonjulkistamisen neuvottelukunta) är i Finland ett 1972 inrättat och i Helsingfors verksamt statligt organ under undervisnings- och kulturministeriet. 
Delegationen består av en ordförande, en vice ordförande och tio ledamöter och har till att följa utvecklingen inom de vetenskapliga, tekniska och konstnärliga områdena såväl inom Finland som internationellt samt att generellt följa utvecklingen inom nationell och internationell information. Delegationen beviljar årligen stipendier för populärvetenskapliga projekt samt tilldelar biblioteken ekonomiskt stöd för inköp av facklitteratur.  Sedan starten 1972 utdelar man även statens pris för informationsspridning.